# Gunda Planitia
La Gunda Planitia è una struttura geologica della superficie di Venere.